# شین ئه را
شین ئه را (کره‌ای: 신애라؛ زادهٔ ۷ مارس ۱۹۶۹) بازیگر اهل کره جنوبی است. او حرفه بازیگری را در سال ۱۹۸۹ آغاز کرد و در مجموعه‌های تلویزیونی همچون عشق در آغوش تو (۱۹۹۴) نقش اصلی ایفا کرده‌است. او در سال ۱۹۹۵ با بازیگر چا این پیو ازدواج کرد و این زوج به دلیل فعالیت‌های انسان دوستانه مورد تأیید و احترام مردم کره جنوبی قرار گرفتند. آنها داوطلبان فعال در یتیم خانه‌ها و مراکز رفاهی و همچنین اهداکنندگان بخشنده در راه اهدافی همچون مبارزه با کودک‌آزاری و خشونت در محیط مدرسه، حقوق فراریان کره شمالی و کمک‌های بشردوستانه به کودکان محروم (بخصوص کره شمالی و اوگاندا) هستند.
شین در سال ۱۹۹۸ یک پسر به نام چا جونگ مین به دنیا آورد و بعداً زمانیکه او و همسرش دو کودک دختر، چا یه اون در سال ۲۰۰۵ و چا یه جین در سال ۲۰۰۸ به سرپرستی گرفتند، خبرساز شدند.

## فیلم‌شناسی

### فیلم
| سال  | عنوان                           | نقش                    |
| ---- | ------------------------------- | ---------------------- |
| ۲۰۰۶ | آیس بار                         | مادر یونگ ره           |
| ۲۰۰۹ | افسانه دسپرو                    | راوی (صداگذاری، کره‌ای) |
| ۲۰۱۱ | Calling 3: Himalayan Schweitzer | راوی مستند             |
| ۲۰۲۳ | من همیشه هستم                   | جی یون                 |